# Frederik Berregaard til Kølbygård
 Der er flere personer med dette navn, se Frederik Berregaard.
Frederik Berregaard (6. april 1751 på Antvorskov Slot – 13. december 1805 på Frederiksro ved Slagelse) var en dansk godsejer, officer og kammerherre, far til Henrik Berregaard.
Han var søn af højesteretsjustitiarius Villum Berregaard og arvede stamhuset Kjølbygaard med Kølbygård og Vesløsgård og blev ritmester. Han blev afskediget 1772 efter ansøgning, da han blev beordret til som officer at gøre tjeneste ved sin nære slægtning, grev Enevold Brandts henrettelse
Han ægtede 6. juli 1777 på Broholm Sophie Antoinette Auguste Sehested (3. april 1757 i Brudager – 21./22. februar 1787 på Kølbygård), datter af Anders Sehested (1720-1799) til stamhuset Broholm. Børn:
1. Anders Sehested Berregaard (17. juli 1779 på Kølbygård – 2. oktober 1815 på Frederiks Hospital), premierløjtnant, gift 1. med Charlotte Sophie Becker, 2. med Thalia Marie Motzfeldt Fremming
2. Beata Antoinette Augusta Berregaard (25. september 1780 på Kølbygård – 22. november 1843 på Rosenvold), gift med Christian Jens lensgreve Rantzau (1777-1828)
3. Henrik Berregaard (1783-1876), oberstløjtnant og kammerherre
4. Peter Pultz Berregaard (17. februar 1784 på Kølbygård – 28. november 1835, begravet 3. dec. 1835 fra Vor Frue Kirke, København), ritmester, senere toldbetjent, gift 1. med Edel Margrethe Falkenskiold, 2. med Anna Susanne Krautler
5. Frederik Michael Berregaard (1. maj 1785 på Kølbygård – 12. december 1826), gift med Adolphine Sigfriede von Oldeland

I 2. ægteskab var han gift (10. juli 1789 i Oure Kirke) med den første hustrus søster Ida Wilhelmine Sehested (30. juli 1766 på Broholm – 11. marts 1839 i København). Børn:
1. Nielsine Petrine Jensine "Sinna" Frederikke Berregaard (11. januar 1795 i Slagelse – 20. marts 1874 i København)